# ボルツァーノ自治県

ボルツァーノ自治県
Provincia autonoma di Bolzano

ボルツァーノ自治県（ボルツァーノじちけん、イタリア語: Provincia autonoma di Bolzano）は、イタリア共和国トレンティーノ＝アルト・アディジェ特別自治州に属する県。県都はボルツァーノ。
歴史的にティロルと呼ばれた地域の一部で、南ティロル（ドイツ語: Südtirol ズュートティロール）とも呼ばれる。ドイツ語を母語とするドイツ系（バイエルン系、アレマン系の一部）住民が人口の半分以上を占めるほか、ラディン語（レト・ロマンス語群の言語）の話者もおり、3つの公用語を併用する県である。

## 名称
県名の正式表記は、3つの公用語で以下のようになる。
- ドイツ語: Autonome Provinz Bozen - Südtirol
- イタリア語: Provincia autonoma di Bolzano - Alto Adige
- ラディン語: Provinzia autonoma de Balsan/Bulsan - Südtirol

この地域は、ティロル地方の南部に位置することから南ティロル（標準ドイツ語・アレマン語: Südtirol ; バイエルン語: Sidtiroul）とも呼ばれる。歴史的に、Südtirol という語が指し示す範囲は一様ではなく（トレント自治県#名称も参照）、現在のトレンティーノ＝アルト・アディジェ特別自治州全体を指して用いることもあれば、おおむね現在のトレント自治県の領域を南ティロル、ボルツァーノ自治県の領域を中ティロル（Mitteltirol）と呼ぶこともあった。トレンティーノ＝アルト・アディジェ特別自治州全体の領域を南ティロルと呼ぶ場合、トレント自治県の領域を「ヴェルシュ（イタリア人）の南ティロル」 Welschsüdtirol と呼ぶのに対して、ボルツァーノ自治県の領域を「ドイツ人の南ティロル」 Deutschsüdtirol とも呼んだ。ボルツァーノ自治県の領域を Südtirol とする呼び方は、1972年にボルツァーノ自治県とトレント自治県が自治権を得た際に確立された。
イタリア語では、「アディジェ川上流」を意味するアルト・アディジェ（Alto Adige）の名でも呼ばれる。この Alto Adige という地域名称が指し示す範囲も18世紀末以来変遷がある。この地名はナポレオンの時代、チザルピーナ共和国において郡の名として用いられたのが最初であるが、これは現在のヴェローナ県の一部にあたる。1810年、ナポレオンのイタリア王国が設置したアルト・アディジェ県 (Department of Alto Adige) はトレントを県都とする、おおむね現在のトレント自治県と重なる領域を管轄する行政区画で、現在のボルツァーノ自治県南部（ボルツァーノ周辺）もここに含まれていた。第一次世界大戦後にこの地域がイタリア領に編入されると、ティロル伯国に由来する広域地名としてのティロルは（伯国発祥の地としてのティローロはボルツァーノ自治県内にあるが）忌避され、ファシスト政権によるイタリア化政策の中で Alto Adige が使われるようになった。

## 地理

### 位置・広がり

ユーロリージョン「チロル＝南チロル＝トレンティーノ」を構成する3地域
チロル州（北チロル・東チロル）
（ オーストリア）
ボルツァーノ自治県（南チロル）
（ イタリア）
トレント自治県（トレンティーノ）
（ イタリア）

トレンティーノ＝アルト・アディジェ特別自治州に属する2つの県のうちの北側の県で、イタリア共和国最北端の県でもある。県都ボルツァーノは、州都トレントの北北東約51km、インスブルックの南約86km、サンモリッツの東約116km、ヴェネツィアの北北西約139kmに位置する。
県域は東西に長く、面積は約 7,400 km² とイタリアの県の中で最大である。北から東にかけてオーストリアと、西にスイスと、それぞれ境界を接する。トレント自治県も含めた広義のティロル地方の中央に位置するが、この広域地名は本県中西部のメラーノ近郊に位置するティローロ（ドイツ語名: ドルフ・ティロール）が発祥の地となっている。
隣接する県、およびそれに相当する行政区画は以下の通り。
- インスブルック＝ラント郡（英語版） （オーストリア・ティロル州） - 北
- シュヴァーツ郡 （ティロル州） - 北東
- ツェル・アム・ゼー郡 （オーストリア・ザルツブルク州） - 北東
- リエンツ郡 （ティロル州） - 東
- ベッルーノ県 （ヴェネト州） - 南東
- トレント自治県 - 南
- ソンドリオ県 （ロンバルディア州） - 南西
- イン郡（英語版） （スイス・グラウビュンデン州） - 西
- イムスト郡 （ティロル州） - 北西

### 地勢
河川と谷筋

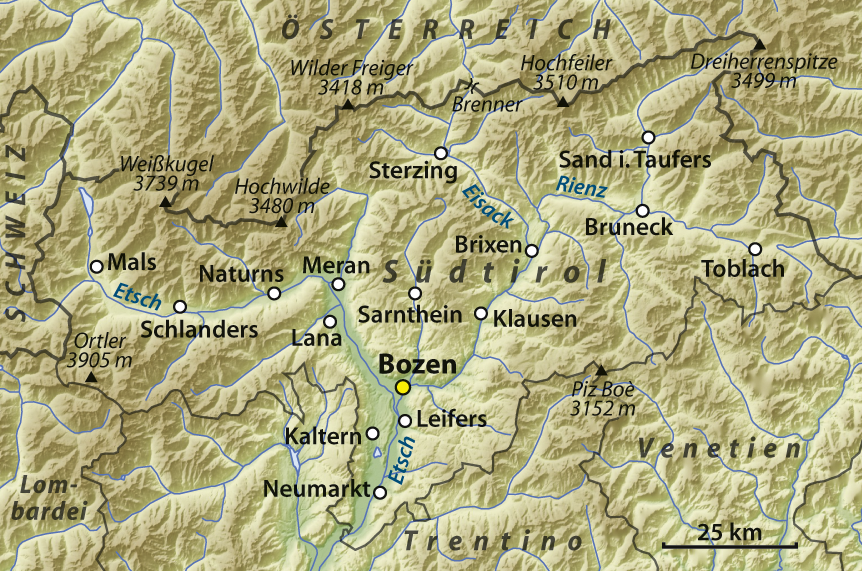
ボルツァーノ/南ティロル自治県 （地名表示はドイツ語）

県域のほとんどはアディジェ川（独: エッチュ川）の流域である。イタリアで2番目に長い川であるアディジェ川は、県北西部のレッシェン峠付近に源を発し、メラーノやボルツァーノの市街を流れる。
県北東部から流れ下るリエンツァ川（独: リエンツ川）は、ブレッサノーネにおいて、ブレンネロ峠付近から流れるイザルコ川（独: アイザック川）を合わせ、ボルツァーノでアディジェ川に合流する。
県東端部のドッビアーコ付近を流れるドラーヴァ川はドナウ川水系に属しており、東へオーストリア領の東チロル（リエンツ郡）に流れ下る。
峠
アルプスを越える著名な峠として、オーストリアのチロル州へ越えるブレンナー峠（伊: ブレンネロ峠、1375m）がある。この峠はブレッサノーネからイザルコ川をさかのぼったブレンネロに所在し、北にインスブルック（オーストリア・チロル州州都）に至る。この峠には高速道路や鉄道が通り、現代もティロル地方の南北、イタリアとオーストリアを結ぶ重要な交通路である。
ブレンナー峠のほか、県北側のオーストリア国境には、メラーノからヴァル・パッシーリア (it:Val Passiria) を上りモーゾ・イン・パッシーリアからエッツタールへと降りるティンメルスヨッホ（2474 m）、アディジェ川最上流部のヴァル・ヴェノスタからランデック郡（チロル州のイン川最上流部）へ越えるレッシェン峠（レージア峠、1504m、古代のクラウディア・アウグスタ街道）などの峠がある。
ヴァル・ヴェノスタから南西にソンドリオ県へ越えるステルヴィオ峠（2757m）は、アルプスで2番目に標高の高い峠である。

### 県内の地域と主要な都市
2001年の国勢調査に基づく居住地区（Località abitata）別人口統計によれば、人口5000人以上の都市・集落は以下の通り。（　）内は所属コムーネ（自治体）名を示すが、都市・集落名と同一の場合は省いた。
- ボルツァーノ / ボーツェン - 91,497人
- メラーノ / メラーン - 30,087人
- ブレッサノーネ / ブリクセン - 14,160人
- ブルーニコ / ブルネック - 10,881人
- ライヴェス / ライファース - 9,927人
- ラーナ / ラーナ - 7,988人
- カルダーロ・スッラ・ストラーダ・デル・ヴィーノ / カルテルン・アン・デア・ヴァインシュトラーセ - 5,460人
- サン・ミケーレ / ザンクト・ミヒャエル （アッピアーノ・スッラ・ストラーダ・デル・ヴィーノ / エッパン・アン・デア・ヴァインシュトラーセ） - 5,268人

- ボルツァーノ
- メラーノ
- ブレッサノーネ
- ブルーニコ

## 歴史

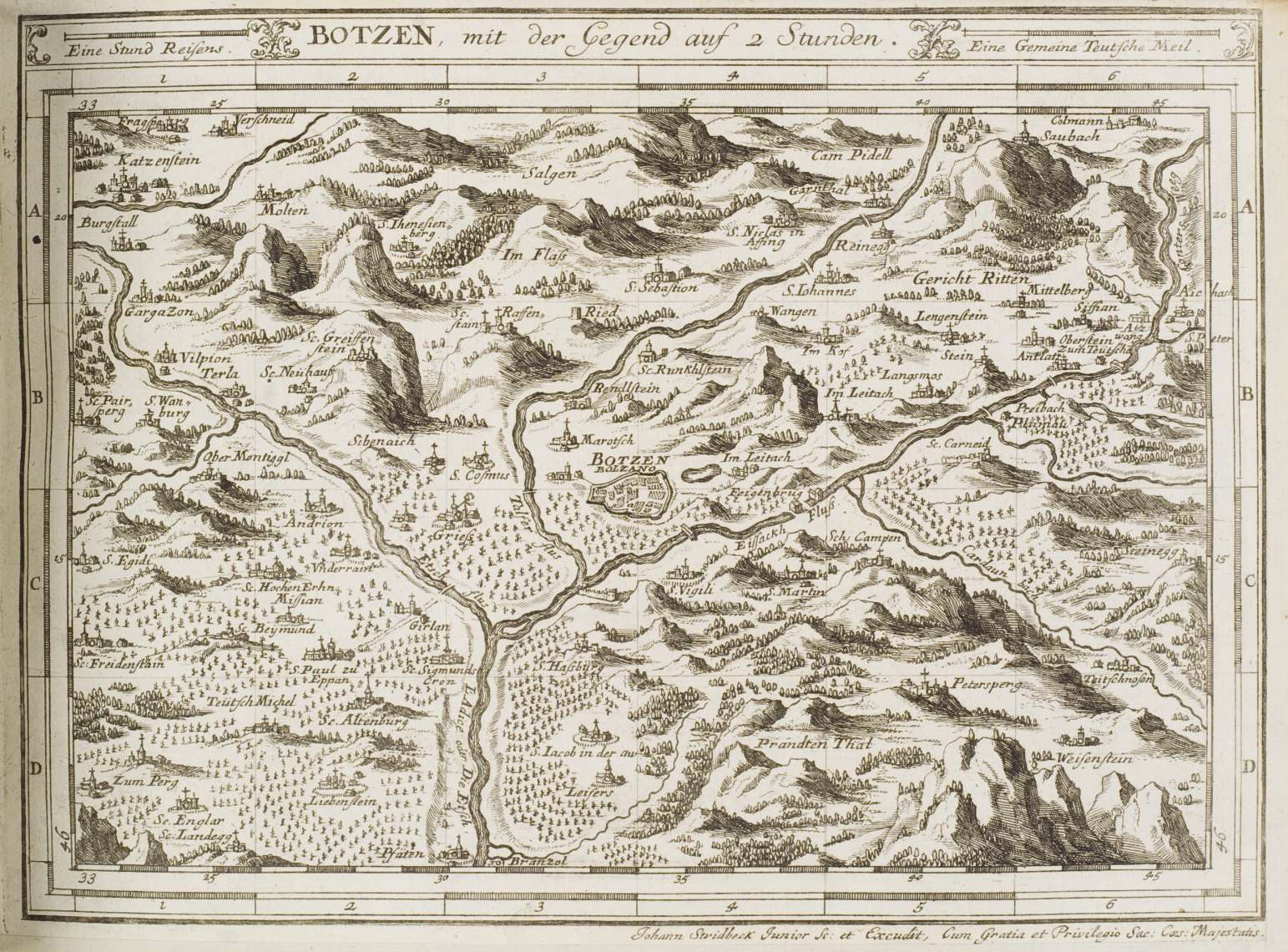
1700年ごろ発行の絵地図に描かれたボルツァーノとその周辺

### 先史時代
水上コテージが住居として使用されていた。また、オーストリアとの国境地帯であるエッツ渓谷でアイスマンが発見されている。

### 中世と近代
現在のボルツァーノ県域は、中世において神聖ローマ帝国のティロル伯領の一部であった。もともと、現在のイタリアとオーストリアにまたがる歴史的な「ティロル地方」は、ティローロ（ティロル）の伯爵が一帯を支配していたことに由来する。
伯位は、1363年にハプスブルク家のルドルフ4世の手に渡って以来、1918年までハプスブルク家の歴代当主に継承され、ティロル地方はドイツ語圏の一部として支配された。県域となる南ティロルはイタリア語圏との交錯地域であり、イタリア語を母語とする少数派住民もいた。
1805年、フランスとオーストリアとの間に結ばれたプレスブルクの和約によって、ティロル地方はオーストリアから、ナポレオンの同盟者であるバイエルン選帝侯（のちにバイエルン王）マクシミリアン1世に割譲された。マクシミリアン1世はさまざまな改革を推進したが、ティロルの人々の反発を招き、1809年4月9日にアンドレアス・ホーファーを指導者とする反乱が発生した。オーストリアのバイエルンへの侵攻（第五次対仏大同盟）と連動したものであり、ホーファーらはバイエルン兵をティロルから駆逐するが、オーストリアはフランスに敗北、1809年10月14日、シェーンブルンの和約で再度ティロルのバイエルンへの割譲を認めさせられた。
1810年、バイエルン王マクシミリアン1世はナポレオンと領土交換に合意し、ティロル地方の南部はナポレオンのイタリア王国に割譲された。この時割譲された領土は現在のトレント自治県のおおむね全域およびボルツァーノ自治県の南部（ボルツァーノ周辺）で、ボルツァーノ自治県の北部は依然バイエルンの領域に残された。イタリア王国は割譲されたティロル南部に、トレントを県都とするアルト・アディジェ県 (Department of Alto Adige) を設置した。1814年のウィーン会議で、再びティロルはオーストリア帝国のもとで統合された。
1861年、イタリア統一運動によってイタリア王国が建国される。しかし、建国当初のイタリア王国は、イタリア語を母語とする「イタリア人」が暮らす領域すべてを統治範囲とはできなかった。オーストリア・ハンガリー帝国領内には依然として多くの「イタリア人」の住む領域が残され、これらの地域はさらなる「イタリア統一」を進めようとする立場から「未回収のイタリア」と呼ばれた。イタリア王国はこれらの地域を王国に統合することを目標とする。1866年の普墺戦争では賠償としてヴェネツィアを中心とするヴェネト州はオーストリアから割譲させることに成功した。
この「未回収地」には、南ティロル地方もその南に隣接するトレンティーノ地方と一体のものとして含まれていた。しかし、イタリアはフランスと敵対するようになると、ドイツやオーストリアとの友好関係を築かざるを得ず、1882年に両国と三国同盟を締結すると、未回収地問題は封印された。
第一次世界大戦においてイタリアは、当初は中立を宣言したが、1915年4月にロンドンにおいて協商国側との間でオーストリアからの「未回収地」の割譲を条件として参戦する旨の秘密協定（ロンドン条約）を締結し、5月24日に参戦した。1918年11月3日の休戦協定以降、イタリアは軍を南ティロルに駐留させ、1919年9月10日調印のサン＝ジェルマン条約で正式にイタリア領となった。

### イタリア王国による統治
1922年にムッソリーニ政権が誕生すると、ボルツァーノ県ではイタリア化政策が推進され、ドイツ語の使用は禁止され、人名、地名はすべてイタリア語に変えられ、教育もイタリア語で行われるようになった。さらに、イタリア南部からの移住も推奨され、徐々にイタリア語系住民の比率が高まった。1939年、ムッソリーニはアドルフ・ヒトラーから、ドイツ語系住民に、ドイツへの移住か、イタリアに留まりイタリア人との同化政策を受け容れるかの選択をさせることを提案され、同意した。住民は、故郷を捨てるか、母語を捨てるかという苦渋の選択を迫られた。
第二次世界大戦後期の1943年、イタリア王国（バドリオ政権）が連合国に降伏すると（イタリアの講和）、直ちにドイツ軍はイタリア北部を占領する。ボルツァーノ県域は、名目上イタリア社会共和国に属するとされたものの、ドイツ軍のアルペンフォアラント作戦地域 (de:Operationszone Alpenvorland) （首府：ボルツァーノ/ボーツェン）が設置され、その占領統治下に置かれた。

### 第二次世界大戦後
1945年5月のドイツ降伏に先立ち、4月27日にドイツからの独立を宣言したオーストリアの臨時政府（連合軍軍政期 (オーストリア)参照）は、1938年の独墺合邦の無効を宣言し、ティロル州もオーストリア領に復した。ボルツァーノ県の住民も南ティロル人民党を結成するなどオーストリアへの復帰を望んだが、国際情勢がそれを許さなかった。
1946年9月5日、パリにおいてイタリアのデ・ガスペリ首相兼外相とオーストリアのグルーパー外相との間で会談が行われ、同県のイタリア領有およびドイツ語系住民への自治権の付与について合意に達した。
1948年1月の法律で自治が保障されたが、パリでの合意に及ぶものではなく、ドイツ語系住民にとっては不十分な内容であった。また、中央政府が南イタリアからの移住を推進したことに対しても不満があった。このため、完全自治あるいはティロル再統一を要求する組織が作られ、1950年代半ば以降テロ活動が続き、1960年代には激しさを増した。1960年には国際連合でも議題にあげられ、国連総会決議1497号で平和的解決が求められた。
その後、1969年11月に政府はオーストリアとの合意に基づいて自治権の拡大、ドイツ語の地位引き上げ等の解決策を示し、それらの施策は徐々に実行に移された。なおドイツ、オーストリア、イタリアは全てEU加盟国かつ、ユーロ導入済み、シェンゲン協定国である。従ってこの3国間の移動や労働に制限はなく、通貨も共通であり、国境における出入国審査もないため、実質的な国境は消滅している。
2010年代においても自治権拡大やイタリアからの分離を志向する政治団体が存在している。またオーストリアで2017年12月に発足した国民党と自由党の連立政権は、公約に「南チロルのドイツ語とラディン語を母語とする人々にオーストリア国籍を与えてはどうか」を含めた。

## 文化

### 言語・民族

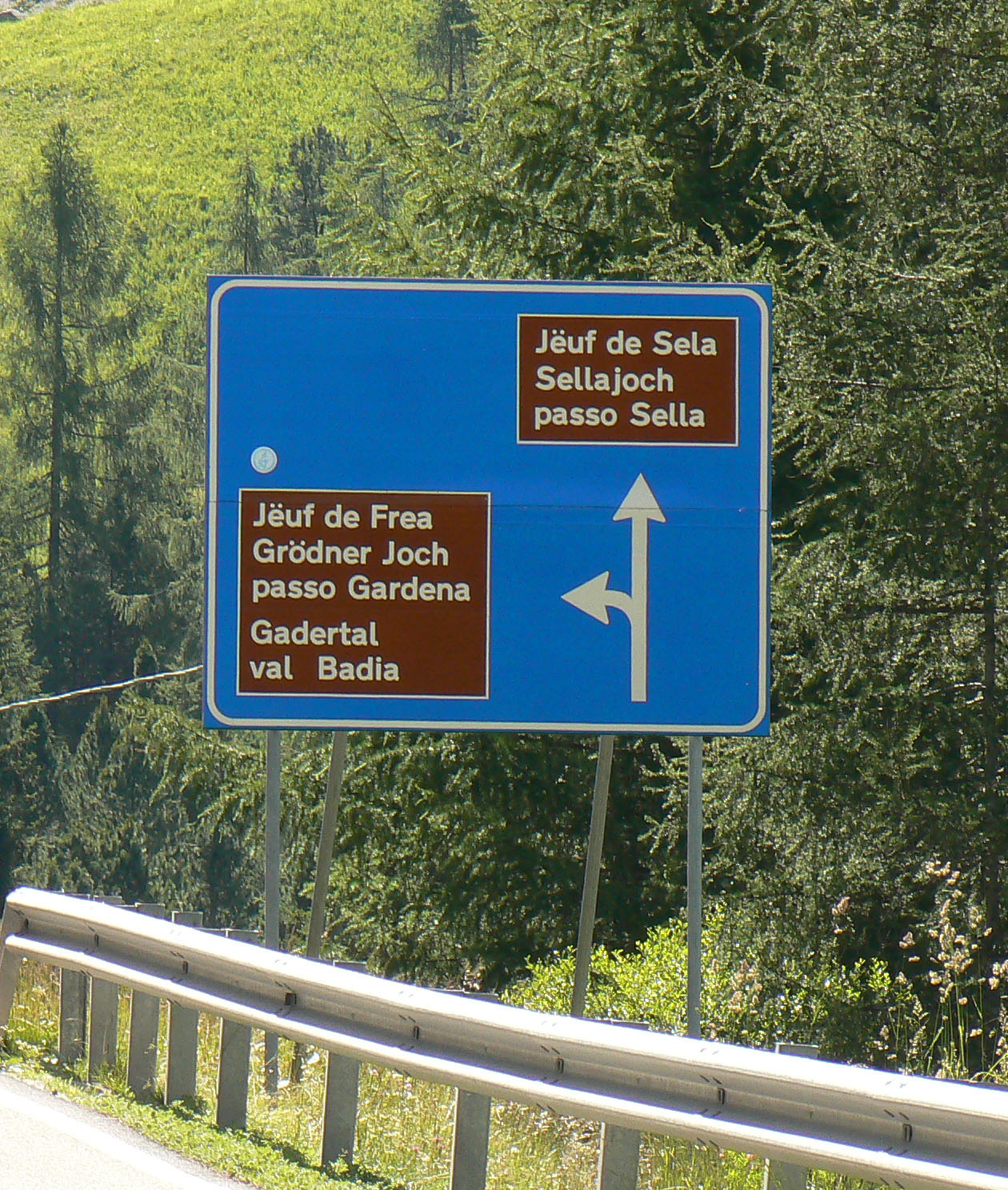
3言語で3つの地名が書かれた道路標識（ヴァル・ガルデーナ）。上からラディン語、ドイツ語、イタリア語。左下のVal Badiaはイタリア語とラディン語が同形のため、Gadertal（ドイツ語）と2つの名称で表示されている

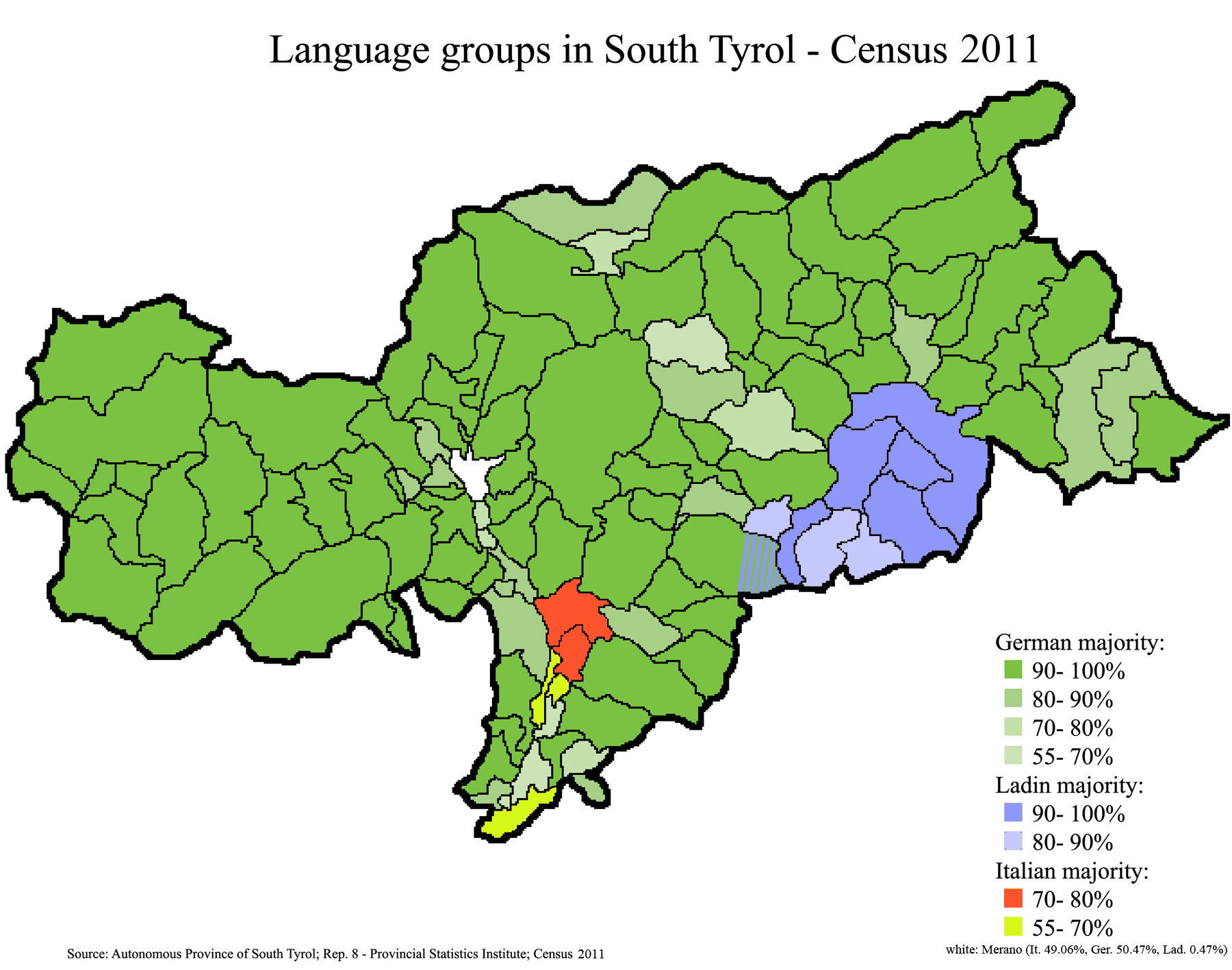
ボルツァーノ自治県の言語状況（2011年）。コムーネの多数派言語で色分けされ、その比率で濃淡が付けられている。
ドイツ語
ラディン語
イタリア語

イタリアでは唯一、3つの公用語（イタリア語・ドイツ語・ラディン語）を併用する県である。
2006年の国立統計研究所（ISTAT）の統計によれば、6歳以上の住民の家庭内での会話における言語状況は以下の通り。イタリア語（Italiano）、地方言語（Dialetto）、他の言語（Altra lingua）についてのデータで、左列が全国平均、右列がボルツァーノ自治県の数値である。
| 家庭内の会話における使用言語           | 全国  | 県    |
| -------------------------------------- | ----- | ----- |
| イタリア語のみ、あるいは主にイタリア語 | 45.5% | 25.2% |
| 地方言語のみ、あるいは主に地方言語     | 16.0% | 1.5%  |
| イタリア語と地方言語の双方             | 32.5% | 4.1%  |
| 他の言語                               | 5.1%  | 65.5% |

上記のように、イタリア語話者は約25%と少数派である。住民・言語構成の多数を占めるのはドイツ系住民／ドイツ語話者で、後述の「言語集団調査」では、約70%の住民が自らがドイツ語話者であると認識している。また、山間部にラディン人／ラディン語話者がおり、人口の約5%を占める。
ドイツ語
「ドイツ語話者」は県人口の約70%を占める。2011年の「言語集団調査」によれば、県の116コムーネのうち、103コムーネでドイツ語話者が過半数を占める。住民のほぼすべてがドイツ語話者であるコムーネも多く、ドイツ語話者が人口の90%以上を占めるコムーネが77コムーネ、98%以上を占めるコムーネが26コムーネある。マルテッロではドイツ語話者100%（回答者全員が「ドイツ語話者」と申告した）となっている。
公文書や教育・メディアなどでは標準ドイツ語が用いられている。ただし、この地域で話されている「ドイツ語」は方言で、県内でも地方ごとに差異があり、東部はバイエルン人／バイエルン語話者、西部はアレマン人／アレマン語話者が多い。
オーストリアの公共放送・オーストリア放送協会(ORF)は、南ティロルのドイツ語話者住民のための放送も行っており、「Südtirol Heute（「今日の南ティロル」）というニュース番組が制作・放送されている。
イタリア語
イタリア語話者は県人口の約25%で、県都ボルツァーノをはじめとする南部に多い。2011年の「言語集団調査」によれば、イタリア語話者が過半数を占めるのは5コムーネで、ボルツァーノ (73.80%)、ライヴェス (71.50%)、ブロンツォーロ (62.01%)、サロルノ (61.85%) 、ヴァーデナ (61.50%) である。これに次ぐのはメラーノ (49.06%) で、ドイツ語話者と拮抗している。
ラディン語
ラディン語はレト・ロマンス語群の言語で、イタリア語とは同じロマンス諸語に含まれる。ラディン語話者はオルティゼーイをはじめとする県東南部のヴァル・ガルデーナおよびヴァル・バディーアに集住しており、8コムーネで過半数（いずれも80%以上）を占める。2011年の「言語集団調査」によれば、ラディン語話者が最大の比率を占めるのはラ・ヴァッレ (97.66%) である。8コムーネ以外では、オルティゼーイに隣接するカステルロットで15.37%を占める。
ラディン語話者はボルツァーノ自治県、トレント自治県、ベッルーノ県にまたがる山間地域に集まっており、これらの地域は「ラディニア」と呼ばれる。ラディン語話者は全体で約3万人とされており、ユネスコの「危機に瀕する言語」では「危険」（Definitely endangered）と評価されている。ボルツァーノ県にはこのうち約2万人が暮らす。

#### 言語集団調査
| 言語集団調査（2011年） | 言語集団調査（2011年） | 言語集団調査（2011年） | 言語集団調査（2011年） | 言語集団調査（2011年） |
| ---------------------- | ---------------------- | ---------------------- | ---------------------- | ---------------------- |
|                        |                        |                        |                        |                        |
| ドイツ語               | ドイツ語               |                        | 69.41%                 | 69.41%                 |
| イタリア語             | イタリア語             |                        | 26.06%                 | 26.06%                 |
| ラディン語             | ラディン語             |                        | 4.53%                  | 4.53%                  |

2011年の国勢調査に際して、イタリア国立統計研究所（Istituto nazionale di statistica, ISTAT）は、ボルツァーノ自治県統計研究所（Istituto provinciale di statistica, ASTAT）と協力し、住民が3つの「言語集団」（伊: gruppi linguistici / 独: Sprachgruppen）のいずれに属するかについての調査を行った。これは、自治州憲章に定められた3言語（ドイツ語・イタリア語・ラディン語）の保障を実現するために状況を確認し、また公的資源・公的雇用を言語／民族比によって配分する際の参考にするためのもので、2011年10月9日時点で県内に居住するイタリア市民を対象に行われた。
調査に対する回答は匿名で行われ、回答用紙は密封された封筒で提出される。いずれかの言語集団への「帰属表明」（Dichiarazioni di appartenenza / Sprachgruppenzugehörigkeitserklärungen）のほか、「帰属」するという自己認識をしていない住民はいずれかの言語集団への「集約表明」（Dichiarazioni di aggregazione / Sprachgruppenzuordnungserklärungen）を行うことができる。「帰属」と「集約」は法的に差異がないものとされており、統計上は最終的に合算される。14歳未満の子供は親権者がその「言語集団」を別種の封筒で回答するが、たとえば共同親権下にあって両親の「言語集団」が異なるというような場合には白紙で出すことも可能である。
調査では45万8641件の封筒が回収された。国勢調査による県人口50万5067人よりも約5万人（人口の約10%）少ないが、国勢調査の対象になっている外国人が言語集団調査には含まれていないことや、調査時点で不在の住民がいること、また特定の言語集団に属すると表明することを望まない住民がいることによると考えられている。白紙や無効回答、何も封入せずに提出された封筒（無回答）を除き、45万3272件が有意な回答とみなされた。内訳は、いずれかの言語集団への「帰属」を表明した回答44万5647件、「集約」を表明した回答7625件である。調査結果は、県単位では以下の実数と内訳が公表されており、コムーネ単位ではパーセンテージが公表される。
| 言語集団   | 「帰属」 | 「帰属」 | 「集約」 | 「集約」 | 合計    | 合計    |
| 言語集団   | 回答数   | 比率     | 回答数   | ※        | 回答数  | 比率    |
| ---------- | -------- | -------- | -------- | -------- | ------- | ------- |
| ドイツ語   | 310,360  | 69.64%   | 4,244    | (1.35%)  | 314,604 | 69.41%  |
| イタリア語 | 115,161  | 25.84%   | 2,959    | (2.51%)  | 118,120 | 26.06%  |
| ラディン語 | 20,126   | 4.52%    | 422      | (2.05%)  | 20,548  | 4.53%   |
| 合計       | 445,647  | 100.00%  | 7,625    | (1.68%)  | 453,272 | 100.00% |

※「帰属」と「集約」を合算した回答のうち、「集約」を表明した者の割合。

### 世界遺産
- ドロミーティ（一部）

## スポーツ

### サッカー
県内に本拠を置くプロサッカークラブとしては以下がある。所属リーグは2014-15シーズン現在。
- FCズュートティロール （ボルツァーノ） - レガ・プロ（3部リーグ）

4部リーグ（アマチュア最上位リーグ）のセリエDでは、フリウリ＝ヴェネツィア・ジュリア州、ヴェネト州のクラブとともにジローネCに属する。トレンティーノ＝アルト・アディジェ州の地方リーグ（5部リーグ）として、エッチェッレンツァ・トレンティーノ＝アルト・アディジェ (it:Eccellenza Trentino-Alto Adige) がある。

## 交通

ボルツァーノ県の主要交通地図

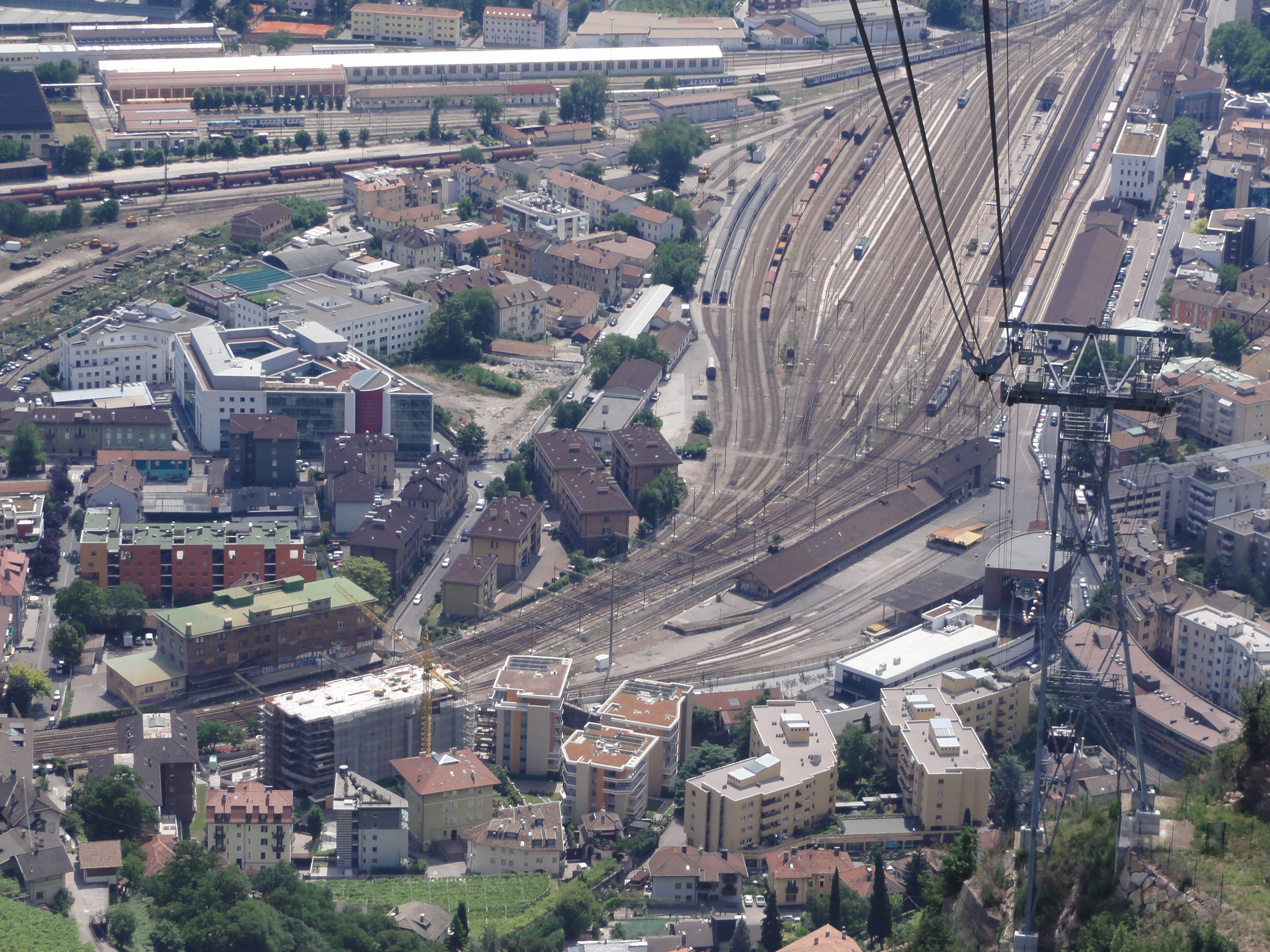
ボルツァーノ駅

A22（ヴィピテーノ付近）

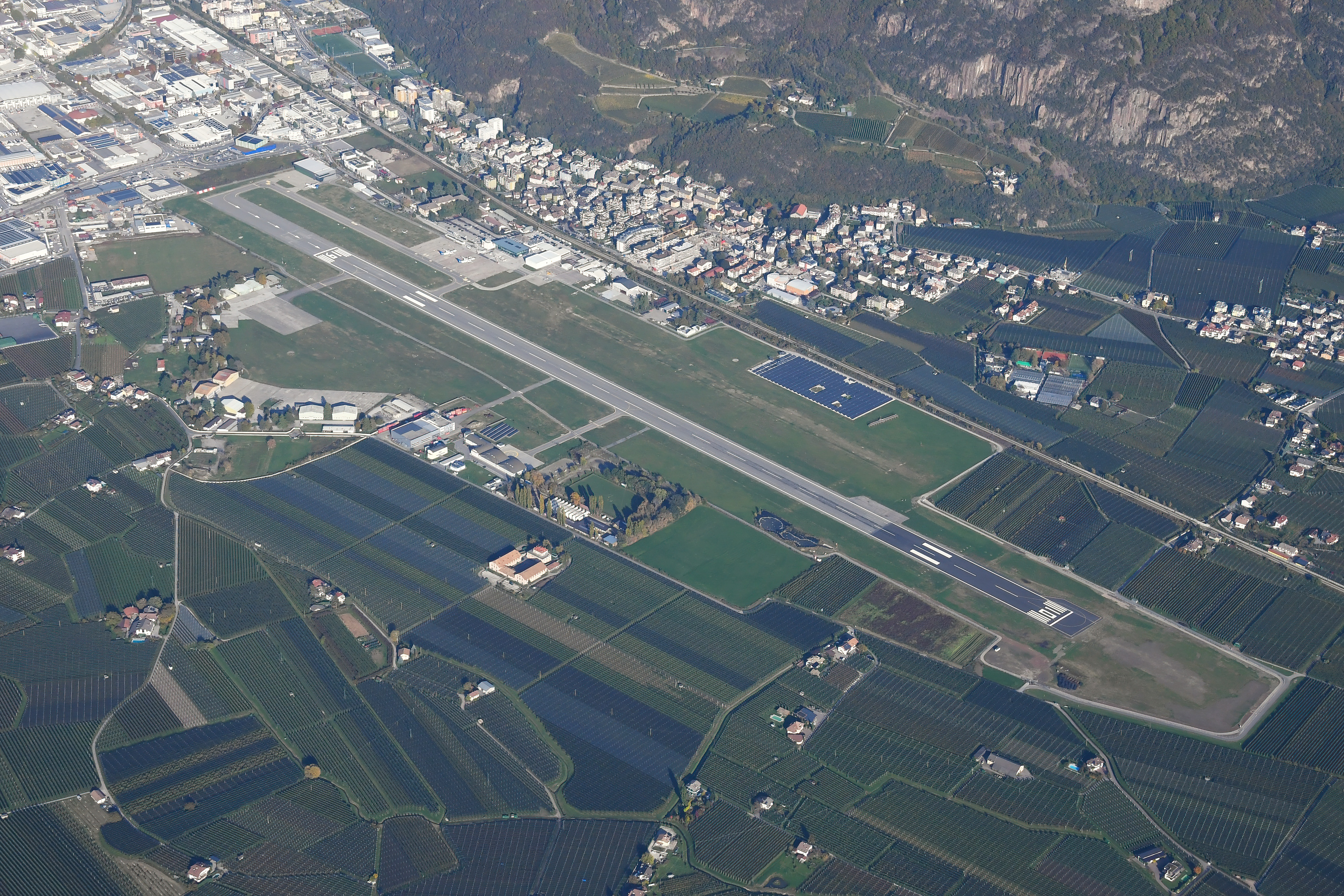
ボルツァーノ空港

北のオーストリアへの国境越えのルートとして、ブレンナー峠（ブレンネロ峠）が著名である。

### 鉄道
- ブレンナー線
〔インスブルック〕 - ブレンネロ - フォルテッツァ - ブレッサノーネ - ボルツァーノ - 〔トレント - ヴェローナ〕
- ボルツァーノ＝メラーノ線 (it:Ferrovia Bolzano-Merano) 
メラーノ - ボルツァーノ
- ヴァル・ヴェノスタ線 (it:Ferrovia della Val Venosta) 
マッレス・ヴェノスタ - メラーノ

- ヴァル・プステリア線 (it:Ferrovia della Val Pusteria) 
フォルテッツァ - ブルーニコ - サン・カンディド

- サン・カンディド＝マリボル線 (it:Ferrovia San Candido-Maribor) （オーストリア国鉄ドラウ谷線）
サン・カンディド - 〔リエンツ - クラーゲンフルト - マリボル〕

### 道路
欧州自動車道路
- E45号線 :A22を指定
〔… - インスブルック〕- ブレンネロ（ブレンネロ峠） - ブレッサノーネ - ボルツァーノ - 〔トレント - …〕

高速道路
- アウトストラーダ A22
ブレンネロ - ブレッサノーネ - ボルツァーノ - 〔トレント - ヴェローナ - モデナ〕

主要な国道・県道
- SS12 (it:Strada statale 12 dell'Abetone e del Brennero) 
ブレンネロ - ブレッサノーネ - ボルツァーノ - 〔トレント - ヴェローナ - モデナ - ピサ〕
- SS38 (it:Strada statale 38 dello Stelvio) 
〔ボルミオ〕 - ステルヴィオ峠 - ステルヴィオ - ズルデルノ - メラーノ - ボルツァーノ
- SS40 (it:Strada statale 40 di Resia) 
レッシェン峠（オーストリア国境） - ズルデルノ
- SS41 (it:Strada statale 41 di Val Monastero) 
スイス国境 - ズルデルノ
- SS42 (it:Strada statale 42 del Tonale e della Mendola) 
〔トレヴィーリオ - クレス〕 - メンドラ峠 (it)  - ボルツァーノ
- SS49 (it:Strada statale 49 della Pusteria) 
ブレッサノーネ - ブルーニコ - ドッビアーコ - オーストリア国境
- SS51 (it:Strada statale 51 di Alemagna) 
ドッビアーコ - 〔サン・ヴェンデミアーノ〕
- SP14 (it:Strada del vino dell'Alto Adige)

### 空港
定期旅客便が発着する空港として、ボルツァーノにボルツァーノ空港がある。このほか、ドッビアーコにドッビアーコ空港 (Aeroporto di Dobbiaco) がある。

## 社会

### 政治
政治的には第二次世界大戦後、一貫して地域政党の南ティロル人民党が県政を担っている。

## 行政区画

### Comunità comprensoriale

Comunità comprensoriale
ヴァル・ヴェノスタ / フィンシュガウ
ブルグラヴィアート / ブルクグラーフェンアムト
オルトラディジェ＝バッサ・アテシーナ / ユーバーエッチュ＝ウンターラント
ボルツァーノ
サルト＝シリアル / ザルテン＝シュレルン
ヴァッレ・イザルコ / アイザックタール
アルタ・ヴァッレ・イザルコ / ヴィップタール
ヴァル・プステリア / プスタータール

ボルツァーノ県には、県とコムーネの中間に Comunità comprensoriale という行政区画が置かれており、その数は8つである。地区のイタリア語名 / ドイツ語名、県内の位置、所属するコムーネの例と数を示している。
ヴァル・ヴェノスタ / フィンシュガウ
Val Venosta / Vinschgau
最西部。シランドロなど13コムーネ。
ブルグラヴィアート / ブルクグラーフェンアムト
Burgraviato / Burggrafenamt
中西部。メラーノなど26コムーネ。
オルトラディジェ＝バッサ・アテシーナ / ユーバーエッチュ＝ウンターラント
Oltradige-Bassa Atesina / Überetsch-Unterland
南部。エーニャなど18コムーネ。
ボルツァーノ
1コムーネ単独。
サルト＝シリアル / ザルテン＝シュレルン
Salto-Sciliar / Salten-Schlern
中部。オルティゼーイなど13コムーネ。
ヴァッレ・イザルコ / アイザックタール
Valle Isarco / Eisacktal
中東部。ブレッサノーネなど13コムーネ。
アルタ・ヴァッレ・イザルコ / ヴィップタール
Alta Valle Isarco / Wipptal
北部。ヴィピテーノなど6コムーネ。
ヴァル・プステリア / プスタータール
Val Pusteria / Pustertal
東部。ブルーニコなど26コムーネ。

### コムーネ

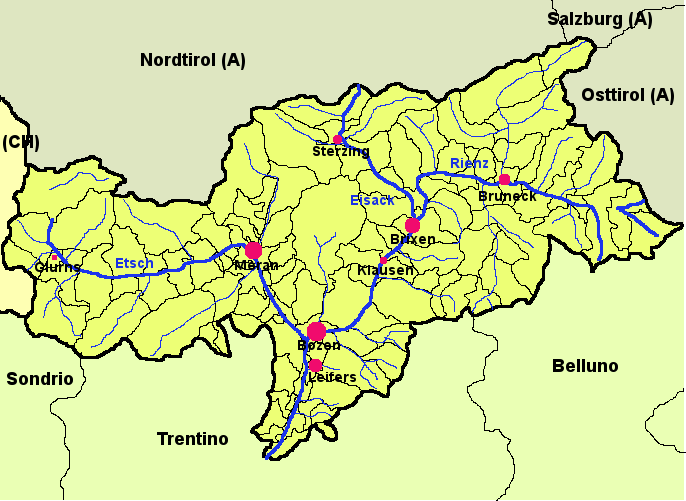
ボルツァーノ/南ティロル自治県 （地名表示はドイツ語）

ボルツァーノ県には116のコムーネが属する。主要なコムーネ（人口5000人以上）は下表の通り。左端の数字はISTATコードを示す。人口は2011年1月1日現在。
| コード | 自治体名（イタリア語）                           | 人口    |
| ------ | ------------------------------------------------ | ------- |
| 021008 | ボルツァーノ                                     | 104,029 |
| 021051 | メラーノ                                         | 38,229  |
| 021011 | ブレッサノーネ                                   | 20,689  |
| 021040 | ライヴェス                                       | 17,197  |
| 021013 | ブルーニコ                                       | 15,523  |
| 021004 | アッピアーノ・スッラ・ストラーダ・デル・ヴィーノ | 14,235  |
| 021041 | ラーナ                                           | 11,230  |
| 021015 | カルダーロ・スッラ・ストラーダ・デル・ヴィーノ   | 7,609   |
| 021072 | レノン                                           | 7,600   |
| 021086 | サレンティーノ                                   | 6,903   |
| 021019 | カステルロット                                   | 6,464   |
| 021115 | ヴィピテーノ                                     | 6,419   |
| 021093 | シランドロ                                       | 5,998   |
| 021108 | ヴァッレ・アウリーナ                             | 5,884   |
| 021056 | ナトゥルノ                                       | 5,554   |

## 人物

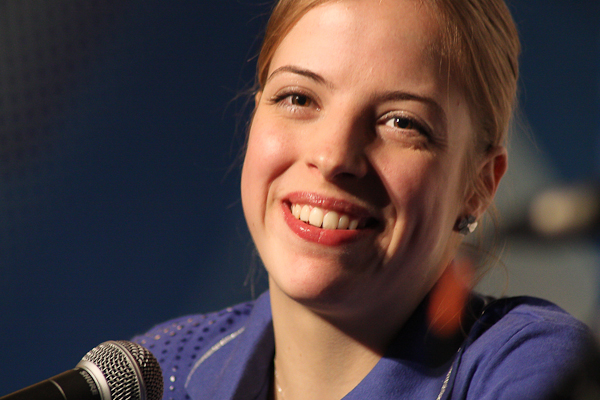
オルティゼーイ出身のカロリーナ・コストナーは、母語であるラディン語のほか、国・州の公用語であるイタリア語・ドイツ語、さらにフランス語・英語を話す。

### 著名な出身者
- ヴァルター・フォン・デア・フォーゲルヴァイデ - 12～13世紀の詩人。南ティロル出身との説がある。
- ゲルトルート・フォン・アンデクス - ハンガリー王エンドレ2世の妃。現在のメラーノ生まれ。
- オスヴァルト・フォン・ヴォルケンシュタイン（英語版） - 13～14世紀の詩人・作曲家。現在のキエーネス生まれ。
- ヤーコプ・フッター - 16世紀初頭の宗教指導者、フッター派創始者。現在のサン・ロレンツォ・ディ・セバート生まれ。
- アンドレアス・ホーファー（英語版） - ナポレオン戦争期ティロルの農民蜂起指導者。現在のサン・レオナルド・イン・パッシーリア生まれ。
- マックス・ヴァリエ（英語版） - 20世紀初頭のロケット技術者。現在のボルツァーノ生まれ。
- ジョルジョ・モローデル - シンセサイザー奏者・作曲家・音楽プロデューサー。オルティゼーイ生まれ。
- ギルバート・プロッシュ - 現代美術家ユニット「ギルバート&ジョージ」の一人。サン・マルティーノ・イン・バディーア生まれ。
- ラインホルト・メスナー - 登山家・冒険家・作家。ブレッサノーネ生まれ。
- グスタヴォ・トエニ - アルペンスキー選手。ステルヴィオ生まれ。
- ナンニ・モレッティ - 映画監督・俳優・脚本家。ブルーニコ生まれ。
- セルジオ・アッツォリーニ - ファゴット奏者、指揮者。ボルツァーノ生まれ。
- カロリーナ・コストナー - フィギュアスケート選手。オルティゼーイ生まれ。